# Анђелони (Фођа)
Анђелони (итал. Angeloni) је насеље у Италији у округу Фођа, региону Апулија.
Према процени из 2011. у насељу је живело 61 становника. Насеље се налази на надморској висини од 14 м.